# 藤子不二雄
藤子 不二雄（ふじこ ふじお）は、日本の漫画家。藤本弘（ふじもと ひろし）と安孫子素雄（あびこ もとお）の共同ペンネーム。
1951年に本名の連名「あびこもとお・ふじもとひろし」でプロデビュー。「足塚不二雄」を経て、1953年7月にペンネームを「藤子不二雄」とし、1988年2月頃まで同名義で作品を発表した。
1987年12月に独立を発表し、1988年1月に独立パーティを開催。安孫子は「藤子不二雄Ⓐ」、藤本は1989年から「藤子・F・不二雄」のペンネームで活動を続けた（「#2つの闘病と独立」を参照）。
活動初期の1954年の時点ですでに単独作品を多く執筆しており、合作を含む全作品を「藤子不二雄」という共同ペンネームで発表するという方式をとっていた（1988年の独立まで）。
1965年に合作『オバケのQ太郎』がテレビアニメ化され大ブレイク。1966年には『パーマン』、『チンタラ神ちゃん』の連載も始まり年に9本の合作が連載される状態となるが、合作はその後減少。1971年連載開始の合作『仙べえ』『（新）オバケのQ太郎』を経て、1976年の読切『オバケのQ太郎』が実質的に最後の合作となった（「#藤子不二雄の合作」「#最後の合作」を参照）。
「藤子不二雄」名義で発表された代表作は上記の他、安孫子単独作の『忍者ハットリくん』（1964年）、『怪物くん』（1965年）、『まんが道』（1970年）、『プロゴルファー猿』（1974年）、藤本単独作の『ドラえもん』（1969年）、『キテレツ大百科』（1974年）、『エスパー魔美』（1976年）など多数。
事実上コンビとしての活動期間は約36年に及び、“他人同士が組んだ漫画家”としては、2015年にゆでたまごが更新するまで日本の漫画家で最長だった（プロデビュー前の活動を含めれば40年以上）。

## プロフィール

### 藤本 弘（ふじもと ひろし）
- 1933年12月1日 - 1996年9月23日(満62歳没)、O型[1]。
- 富山県高岡市出身[1]。
- 自画像の特徴はベレー帽、パイプ、長身。
- 1989年以降の名義：藤子・F・不二雄（ふじこ・エフ・ふじお）
  - 1988年3月から1989年1月までの1年弱は「藤子不二雄Ⓕ」（ふじこ ふじお エフ）[2][1][注釈 3]
- 漫画制作会社：藤子スタジオ→藤子プロ→藤子・F・不二雄プロ（通称藤子プロ）

### 安孫子 素雄（あびこ もとお）
- 1934年3月10日 - 2022年4月6日(満88歳没)[3]、A型[1]。
- 富山県氷見市出身[1][注釈 1]。
- 自画像の特徴はメガネ。
- 1988年以降の名義：藤子 不二雄Ⓐ（ふじこ ふじお エー）
- 漫画制作会社：藤子スタジオ

## ペンネーム
| 年.月           | 藤本弘                           | 合作                                                                            | 安孫子素雄                       |
| --------------- | -------------------------------- | ------------------------------------------------------------------------------- | -------------------------------- |
| 1951.12- 1952.4 | 「あびこもとお・ふじもとひろし」 | 「あびこもとお・ふじもとひろし」                                                | 「あびこもとお・ふじもとひろし」 |
| 1952.11-        | 足塚不二雄                       | 足塚不二雄                                                                      | 足塚不二雄                       |
| 1953.7- 1988.2  | 藤子不二雄                       | 藤子不二雄                                                                      | 藤子不二雄                       |
| 1988.2-         | 藤子不二雄Ⓕ                      |                                                                                 | 藤子不二雄Ⓐ                      |
| 1989.1-         | 藤子・F・不二雄                  | 「藤子・F・不二雄 藤子不二雄Ⓐ」 または「藤子・F・不二雄」 または「藤子不二雄Ⓐ」 | 藤子不二雄Ⓐ                      |

独立後の合作の名義
- 合作も含むほぼ全作品が、独立後はどちらかの単独名義扱いとなったため、合作である旨が明記されずに出版されている合作が多数存在する（例として『パーマン』、『新オバケのQ太郎』、『わかとの』、『きえる快速車』の他、互いに作画を手伝った1950年代の作品など）。
- 独立後も共作扱いとなった合作の単行本は「藤子不二雄」名義でしばらく発行されたが、やがて再版時等に「藤子・F・不二雄　藤子不二雄Ⓐ」名義で発行されるようになった（新装版『オバケのQ太郎』、復刻版『UTOPIA 最後の世界大戦』、書籍の共著など）。

藤本の再改名
藤本の「藤子・Ｆ・不二雄」への再改名は石ノ森章太郎の薦めによる。それまでは背表紙のⒻやⒶが小さく判別が難しかったが、その後安孫子もⒶを通常の大きさで表示するようになり、違いが判別しやすくなった。

## 来歴

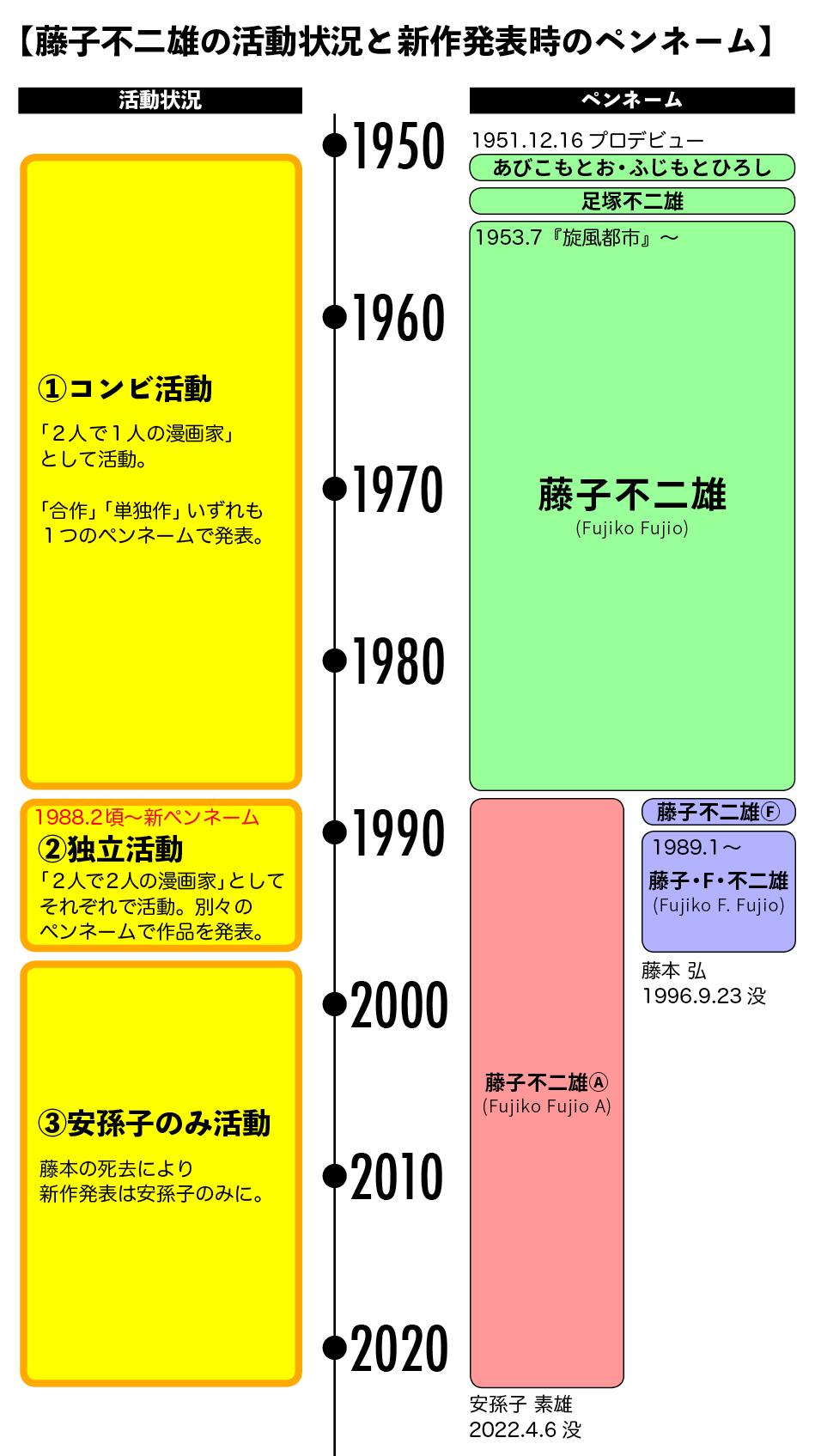
漫画家・藤子不二雄の活動状況とペンネーム（新作発表時）の変遷。

### デビューと単行本の上梓
終戦前の1944年に10歳で出会った藤本と安孫子は、漫画が好きという共通点からすぐに意気投合。1946年に『マァチャンの日記帳』、1947年に『新宝島』と出会ったことで大の手塚治虫ファンになり、自らも漫画家を目指すようになる。雑誌や新聞への読者投稿でたびたび入選。やがて「1人でやるより2人でやった方が力になるだろう」と合作を決意。かつて手塚が連載していた新聞に投稿した『天使の玉ちゃん』が、1951年12月に本人たちも気づかないうちに連載され、高校3年生でプロデビューを果たす。
1952年の高校卒業時には手塚治虫と初対面。手塚の人気が700ページもの没原稿に支えられていることを知り、大きなショックを受ける。
新聞社に就職した安孫子と、家で漫画に専念する生活を選んだ藤本は、漫画の執筆を続け『西部のどこかで』で雑誌デビュー。1953年1月に初の雑誌連載『四万年漂流』を開始するも6回で打ち切られてしまう。同年7月、初の単行本『UTOPIA 最後の世界大戦』を刊行（手塚の紹介で出版社から依頼があり描き下ろした）。これは後に日本で最もプレミアム価値がついた伝説の漫画単行本となる。

### トキワ荘、スタジオゼロとオバQブーム
1954年6月に意を決して上京した2人は両国の2畳間の下宿を経て、後に伝説のアパートとなるトキワ荘の手塚治虫の部屋に入れ替わりで入居。仕事も順調に増えて多忙な生活を送るも、1955年の正月に連載を含む11本のうち5本を落とすという事件を起こしてしまう。
しばらく仕事が減ったものの干されることはなく、翌年には連載を獲得して復活。初の週刊連載『海の王子』（合作）もスタートし、ほどなく連載10本を抱える売れっ子漫画家となる。
1961年、トキワ荘を出た2人は川崎市に隣同士で家を新築して転居。
1963年には鈴木伸一、石森章太郎、つのだじろうらとアニメーション・スタジオ「スタジオゼロ」を設立。1964年、その雑誌部の仕事として描かれた『オバケのQ太郎』（合作）が大ヒット。テレビアニメ化されたこともあり「オバQブーム」と呼ばれる社会現象になる。
これに続いて数年のうちに『忍者ハットリくん』（安孫子）、『怪物くん』（安孫子）、『パーマン』（この時期は藤本メインの合作）、『21エモン』（藤本）などの代表作が続々と新たに発表され、その多くがテレビアニメやテレビドラマになる。

### 青年・大人向け漫画と児童・少年漫画の両輪で活躍
1968年には青年漫画誌が次々と創刊したことで大人向け漫画にも進出。安孫子は『黒イせぇるすまん』を皮切りに、70年代を中心に多数のブラックユーモア短編を発表し、『ミス・ドラキュラ』（1975-1980）等の複数の長期連載を行った。藤本も『ミノタウロスの皿』をはじめとしたSF短編を数多く執筆した。
1970年代に安孫子は少年向け作品も精力的に執筆。週刊少年誌にて、後に藤子漫画史上最長となる自伝的漫画『まんが道』シリーズ（1970-2013）を開始した他、怪奇漫画『魔太郎がくる!!』（1972-1975）、ギャグ漫画『オヤジ坊太郎』（1975-1976）等を次々と連載。趣味のゴルフを生かした大作『プロゴルファー猿』シリーズ（1974-2005）はゴルフ漫画の先駆けとなった。

### ドラえもん、藤子不二雄の大ブーム
一方で藤本は劇画の隆盛もあってヒットから遠のく。『ウメ星デンカ』（1968-1970）の後、合作『仙べえ』（1971-1972）を経て週刊少年誌の連載から撤退し、小学館の学習雑誌に注力。1969年に連載を開始した『ドラえもん』（1969-1996）が1973年のテレビアニメ化を経てじわじわと人気を高め、1977年にはドラえもんを大量に読める児童漫画誌としてコロコロコミックが創刊。1979年の2度目のアニメ化により空前のドラえもんブームを巻き起こした。その人気は一過性のブームのみに留まらず、1980年の映画化以来、毎年シリーズ作品の新作が公開されるなど、40年以上にわたって続いている。
ドラえもんに次いで1980年から1987年にかけて『怪物くん』『忍者ハットリくん』『パーマン』『オバケのQ太郎』『プロゴルファー猿』『エスパー魔美』『ウルトラB』等の藤子漫画が立て続けにテレビアニメ・映画化。藤子のアニメだけを放送する『藤子不二雄ワイド』が毎週放送され、藤子の新作漫画が毎週掲載される週刊誌形式の漫画全集『藤子不二雄ランド』（1984-1991）が毎週刊行されるなど、藤子不二雄ブームと呼ばれる現象となった。

### 闘病と独立（コンビ解消）
そんな中で1986年に安孫子は倒れた妻を介護する身となり、藤本は癌手術で休養。1987年末にそれぞれ1人の漫画家として独立することを発表し、1988年から「2人で2人の藤子不二雄」として新たなスタートを切る（最後の合作はドラえもんブーム直前の1976年に描かれた『オバケのQ太郎』の読切）。
独立後、安孫子は1990年公開の映画『少年時代』をプロデュース。数々の賞を受賞した。また、1989年にアニメ化された『笑ゥせぇるすまん』が人気となり、新作の長期連載等、せぇるすまんシリーズ（1968-2004）の漫画執筆を行った。その他、『パラソルヘンべえ』（1989-1991）や『プリンスデモキン』（1991-1999）など、20世紀は児童漫画の執筆も一貫して行った。
1988年以降から1996年にかけて、藤本作では『キテレツ大百科』『チンプイ』『21エモン』『ポコニャン!』『モジャ公』等が、安孫子作では『ビリ犬』『笑ゥせぇるすまん』『さすらいくん』『夢魔子』『パラソルヘンべえ』等が次々とアニメ化された。

### 藤本の晩期と安孫子の円熟期
藤本は1996年9月23日に死去するまで、毎年『大長編ドラえもん』の漫画連載を執筆。春休みの映画公開は、2024年現在も続いている。
安孫子は2000年代以降もまんが道シリーズ『愛…しりそめし頃に…』等の連載を継続して執筆。『怪物くん』は嵐の大野智主演で連続ドラマ化、3D実写映画化された。
『忍者ハットリくん』は2004年にSMAPの香取慎吾主演で映画化された他、インドでアニメが放送され人気が爆発。2012年からは日本とインドで共同で新作アニメの制作を開始。2023年現在もYouTubeやテレビ放送で新作が公開される国際的人気作となっている。
2022年4月6日に安孫子が死去した後も、2人の遺した作品の数々は社会に根強く影響を与え続けている。
（以上は「年譜」の要約。詳細と注釈は「年譜」を参照のこと）

## 年譜

### 高岡での少年時代〜高校生デビュー
10歳で運命の出会い。2人で神様・手塚治虫を崇め続けた結果、高校3年で本人たちも知らない間にプロデビューを果たす。

#### 1944年(S19／国民学校初等科5年)
- 6月12日（月）　安孫子の父（寺の住職）が死去。
- 6月　安孫子が高岡市立定塚国民学校[注釈 7]に転校。藤本と同じクラスになる。休み時間にノートに絵[注釈 8]を描いていた安孫子に藤本が話しかけたことで2人は仲良くなり、毎日のように一緒に遊ぶようになる。
- 7月　安孫子、山崎村（尼寺・長養庵）に縁故疎開[4]。

#### 1945年(S20／同6年)
- 8月15日（水）　藤本は高岡、安孫子は山崎村で玉音放送を聴く。
- 2学期　安孫子、定塚国民学校に戻る。

#### 1946年(S21／同6年-中1)
- 1月　『少国民新聞』[注釈 9][注釈 10]で連載が始まった『マアチャンの日記帳』で手塚治虫作品をはじめて読み、目からウロコが落ちる[注釈 11]。
- 4月　藤本は高岡工芸専門学校中等部電機科、安孫子は高岡中学の入学試験に合格し進学[注釈 12]。
- 7月　手塚の次の連載『AチャンB子チャン探検記』を読むため、すでに初等科を卒業していながらも『少国民新聞』を定期購読する[5]。
- 8月[6]　藤本が『子供の科学』に掲載されていた設計図を見て反射幻灯機を自作。上映会用の作品を制作する。個別に作った作品の他、初めて合作で『天空魔』（54コマ）[7]を制作する。

#### 1947年(S22／中2)
- 手塚治虫の『新宝島』に強い衝撃を受け、漫画家になりたいという夢が本格的にふくらむ。
- その1か月後、『新宝島』190ページをそっくり真似して描き写す。[8]

#### 1949年(S24／高1)
- 10月　手塚治虫にファンレターを書く[9]。
- 『漫画少年』『北日本新聞』などに漫画の投稿をはじめる。

#### 1950年(S25／高1-2)
- 2月　『漫画少年』に安孫子の投稿漫画『ドンチャン』（4コマ）が初入選。
- 3月　『漫画少年』に藤本の投稿漫画『種まき奇談』（2頁）が初入選。
- 3月16日（木）　藤本の父（儀男）が死去[10]。藤本は安孫子と同様に母子家庭という境遇に。
- 3月18日（土）[11] 尊敬する手塚治虫から、ファンレターの返事がはじめて届く（藤本宛）。その葉書には「しっかりしたタッチで将来がたのしみです」と直筆で書かれており、漫画家になる決意がますます固くなる[注釈 13]。手塚作品の模写に励み、手塚タッチの絵柄の漫画も多く描く。
- 4月30日（日）　肉筆回覧誌『少太陽』創刊号完成。[12]
  - 藤本と安孫子で漫画、小説、ペン画、広告まですべて手描きした私製雑誌。架空の筆名を複数用い様々なタッチの作品が執筆された。[注釈 14]

| 月/日 | 藤本弘                                                                                     | 安孫子素雄                                                        |
| ----- | ------------------------------------------------------------------------------------------ | ----------------------------------------------------------------- |
| 2     |                                                                                            | - ドンチャン（漫画少年）                                          |
| 2/26  | - こんな子供に誰がした（北日本新聞）                                                       | - 冬来たりなば（北日本新聞）                                      |
| 3     | - 種まき奇談（漫画少年）                                                                   |                                                                   |
| 3/9   | - ああ無情（北日本新聞）                                                                   | - ドングリ君（北日本新聞）                                        |
| 4     | - 花咲爺さんの嘆き（北日本新聞） - 幼児の心理（北日本新聞）                                | - 商人はかくあるべし（北日本新聞） - 今様大久保彦左（北日本新聞） |
| 5     | - 時の記念日（漫画少年）                                                                   | - あゝ宣傳とはつらきものじゃ（北日本新聞）                        |
| 6     | - りんきおうへん（北日本新聞） - スピード興業（北日本新聞）                                | - あらいやだ（北日本新聞） - 何の日?（北日本新聞）                |
| 7     | - ダンゴ仙人とたなばた（漫画少年） - 諸行無常（北日本新聞） - コロコロマダム（北日本新聞） | - チャッカリ坊や（北日本新聞）                                    |
| 8     | - 奇禍（北日本新聞）                                                                       |                                                                   |
| 9     | - はかられたか!（漫画少年） - サンドウィッチマン（北日本新聞）                             | - おんや てんぐのおめんがおちてるぞ（少年）                       |
| 11    | - （タイトル不明）（漫画少年）                                                             |                                                                   |

- 2人は漫画家を目指すにあたり、1人でやるより2人でやった方が力になるだろうということで合作を決意。1950年から、手塚治虫にあやかり「手塚不二雄」の共同ペンネームで投稿をはじめ、1951から1952年にかけて複数のアマチュア投稿漫画（4コマ漫画など）が掲載される。
- 「手塚不二雄」の「手塚」は、尊敬する「手塚治虫」から。「不二雄」は藤本弘の「フジ」と安孫子素雄の「雄」をくっつけて命名。「藤」を「不二」という表記にしたのは、安孫子によると「二人だけれど二人じゃないというのをひっかけている」「不二書房とは無関係」とのこと[14]。
- それぞれ単独で投稿していた頃の入選率は藤本のほうが高く、安孫子は屈辱感と嫉妬に悩まされることもあった。だが合作形式をとるようになってからはそのような心理的屈折は皆無になった。「二人で一体の同一人格になったのだ」と後年安孫子は後年執筆した自著『二人で少年漫画ばかり描いてきた 戦後児童漫画私史』[15]に記している。
- 『二人で少年漫画ばかり描いてきた』に記載された安孫子の文章では入選率は「藤本のほうが断然よく」と表現されているが、判明している入選作の数を比較すると（1950〜1953年の3つの表を参照）、藤本のほうが若干多い程度で、二人の投稿作品の掲載数にはさほどの違いはない。『漫画少年』に最初に掲載されたのも安孫子の作品だが、安孫子の読者投稿漫画が『漫画少年』に掲載されたのはその一度きりで、藤本の読者投稿漫画はその後6回掲載されている。「断然よく」は、『漫画少年』への投稿に限ればあてはまるといえる。

#### 1951年(S26／高2-3)
- 1951年頃から合作中心の体制に切り替え、共通の郵便貯金口座を作り、原稿料を管理するようになる。金の管理は、藤本が行っていた。そこから金を引き出し、一緒に映画を鑑賞するようになった。これがきっかけで藤子不二雄名義で描いたもののギャラはすべて二分割というスタイルが独立時まで貫かれた。[16]
- 高岡市で発行されていた週刊市民新聞1月新春号に、安孫子の1コマ漫画「うさぎの年」、藤本の4コマ漫画「かるたとり」が掲載。読者投稿作品[17]。
- 1950年の末には大人漫画の投稿を「手塚不二雄」という同一のペンネームで行う[18]ことを決め、コマ漫画の投稿は次第に同一ペンネームでの投稿のみに移行していった。以下の入選した投稿作品のリストを見ると、藤本は『漫画少年』への投稿で本名を使い続けているが、他の媒体ではほとんどが「手塚不二雄」に移行したことが分かる（例外は安孫子の『グッドバイ』『千鳥足』と、藤本の『死なばもろとも』）。

| 月/日 | 藤本弘                         | 手塚不二雄                 | 手塚不二雄                                                          | 安孫子素雄                   |
| ----- | ------------------------------ | -------------------------- | ------------------------------------------------------------------- | ---------------------------- |
| 1     | - かるたとり（週刊市民新聞）   |                            |                                                                     | - うさぎの年（週刊市民新聞） |
| 1/1   |                                | - 野球天神（富山新聞）     |                                                                     | - グッドバイ（富山新聞）     |
| 1/7   |                                |                            |                                                                     | - 千鳥足（北日本新聞）       |
| 2     |                                | - てれかくし（キング）     |                                                                     |                              |
| 4     |                                | - ギョッ（サンデー毎日）   |                                                                     |                              |
| 5     | - 利口すぎらァ（漫画少年）     |                            |                                                                     |                              |
| 6     |                                | - 天狗昇トビキリ（キング） | - 選挙違反・・・・ 被告は眼科医 （北日本新聞）                      |                              |
| 7     |                                | - 大奇術（キング）         |                                                                     |                              |
| 7/27  | - 死なばもろとも（北日本新聞） | - 公正取引（北日本新聞）   |                                                                     |                              |
| 9     | - 遠近法（漫画少年）           |                            |                                                                     |                              |
| 10    |                                |                            | - 君は誰だ（キング） - カメラマン ちょっとそのままで （北日本新聞） |                              |

- 『天使の玉ちゃん』
  - 10月14日（日）　『毎日小学生新聞』へ手紙と4コマ漫画を送る。手紙の内容は「ぼくたちは富山の高校生です。手塚治虫先生の大ファンで、マアチャンの日記帳からの愛読者です。今、手塚先生の連載漫画がのっていないので、かわりにぼくたちの漫画を連載して下さい」[19]というものであった[注釈 21]。
  - 12月16日（日）　『天使の玉ちゃん』連載第1回が掲載。事実上のデビュー作[注釈 22]。「あびこ もとお・ふじもと ひろし」名義。[注釈 23][注釈 24]
  - 12月29日（日） 2人が掲載の事実を知る。藤本宅に原稿料の郵便為替が届いたため[注釈 25]。

### 神様との対面 - 伝説を生み出した「まわり道」時代
あこがれの手塚治虫と初対面を果たし大きなショックを受ける。昼は高岡市と富山市に分かれ、夜と日曜日のみ共に執筆する「まわり道」時代。雑誌デビューを果たし、19歳で伝説の単行本を世に送り出す。

#### 1952年(S27／社会人1年目)
- 安孫子も藤本も高校卒業後は就職することが決まる。
- 3月13日（木）　安孫子の就職先の富山新聞に「漫画罷り通る」と題した安孫子の紹介記事が掲載。安孫子の自画像とともに「アビコ・モトオ」の署名で「ぼくは漫画を書きなぐってさえおれば『来たる春風たもとが踊る……』といった工合に心が軽く朗らかなのです」「富山新聞上で踊り通るとすれば、時には憎まれることもあると思います」等の文章が「憎まれます」という見出しで掲載されており、漫画ありきの特別待遇だったことがうかがえる[20]。

- 3月21日（金）　手塚治虫の自宅（宝塚）を訪問。
  - 卒業式を終えた後の春休みを利用して訪問した。
  - 2人が描いた漫画（『ベン・ハー』）を見せると、手塚は「上手だね」という言葉を掛けてその場を取り繕ったが、内心はその出来栄えに衝撃を覚え「とんでもない子達が現れた…」と驚いたという[注釈 26][21]。
  - 安孫子はこの時の手塚の印象を「あまりにもオーラが凄過ぎて光り輝いて見えた」とラジオ番組で語っている。
  - この日2人は手塚の『来るべき世界』の生原稿を見せてもらい感激する。しかし、その原稿は1300ページもあり2人が知っている内容ではなかった。「ああ、それはね、没にした原稿なんだよ」という手塚の言葉を聞き、「手塚先生は700ページも没にして漫画を描くのか！」と2人は驚いたという[22]。

- 3月25日（火）　富山新聞に安孫子の政治風刺1コマ漫画『勇ましや県議会春の陣』（あびこ・もとお名義）が掲載[20]。

- 3月[23][注釈 27]　安孫子、伯父の鍋島弘蔵が経営していた富山新聞へ入社。漫画業と二足のわらじ。
  - 18歳になったばかりの若者だが、得意の漫画をいかして紙面にイラストを多く取り入れるなどし、会社勤めを順調[注釈 28][注釈 29]にこなした。
- 藤本、製菓会社へ入社。
- 4月4日（金）　『天使の玉ちゃん』第26回が掲載（最後の掲載）[注釈 30]。
- 入社から数日後[注釈 31][注釈 32]　藤本、製菓会社を退社[注釈 33][注釈 34]。漫画業に専念。

| 月/日 | 藤本弘 | 手塚不二雄             | 手塚不二雄                    | 安孫子素雄 |
| ----- | ------ | ---------------------- | ----------------------------- | ---------- |
| 4/2   |        | - 遺作（アサヒグラフ） |                               |            |
| 5/28  |        |                        | - サア アーン（アサヒグラフ） |            |

- 鶴書房から単行本用長編漫画の執筆依頼があり[注釈 38]、2人は頓挫していた『UTOPIA』の執筆を再開。その他に雑誌社への短編の投稿も行った。藤本は日中から漫画を描き、安孫子は夜や週末に駆けつけるという状態だった。

- 8月　短編漫画『西部のどこかで』を『少年少女冒険王』に送る。採用され、姉妹誌の『漫画王』から別冊付録の執筆依頼が来る[25]。

- 11月
  - 『西部のどこかで』（少年少女冒険王 12月号）で雑誌デビュー。足塚不二雄名義。「足塚」は「手塚先生の足元」という意味[14][注釈 39]。
  - 『三人きょうだいとにんげん砲弾』（漫画王12月号付録）で別冊付録デビュー。

#### 1953年(S28／社1-2)
- 1月　初の雑誌連載『四万年漂流』（少年少女冒険王 2月号 - ）を開始するも6回で打ち切られる。
- 7月　『UTOPIA 最後の世界大戦』（鶴書房。 8月10日付）刊行。合作作品としては最初で最後の単行本書き下ろし作品。「足塚不二雄」名義。現存冊数も少なく日本で最もプレミアム価値がついた漫画単行本の一つである。
- 7月　『旋風都市』（おもしろブック 夏休み増刊号）掲載。初の「藤子不二雄」名義。

- 12月　藤本、安孫子宅を突然訪問し「お前、新聞社やめろ」[注釈 40]
  - 安定したサラリーマン生活を送る安孫子は新聞社に未練があったと語っている。
  - 縁故入社で長男という責任上、安孫子は「母に反対されたら上京は無理」と藤本に告げたが、母は「あんたの好きなようにしられ」。悩んだ末に「夢にかけよう」と決める。[注釈 41]

- 12月　安孫子、富山新聞社を退職。
  - クリスマスに送別会が開かれ、粉雪舞う富山駅で思いをよせていた竹内さんと別れる[注釈 42]。
  - 在籍期間は1年9か月。退職時はまだ19歳[注釈 43]。

#### 1954年(S29／社2-3)
- 2月2日（火）　安孫子、視察上京。[注釈 44]
  - トキワ荘に手塚治虫を訪問。初対面の寺田ヒロオの部屋に10日間滞在。
  - 安孫子、手塚治虫『ジャングル大帝』最終回の執筆を手伝う。

### 上京、両国からトキワ荘へ
上京。2畳間で2人で暮らす両国下宿時代の4か月を経て、あこがれのトキワ荘へ入居。わずか2か月後に「大量原稿遅延・落とし事件」を起こすも、干されることなく1年で復活。順調に仕事を増やし、母たちを東京に呼び寄せる。合計3部屋を借りる、連載10本の売れっ子漫画家に。

#### 1954年(S29／20-21歳)
- 6月28日（月）[26]　夜行列車にて上京。翌朝、小雨の新宿駅に降り立つ。

- 最初に2人が暮らしたのは東京都江東区森下にある安孫子の親戚の家の2畳の和室であった。
- 7月9日（金）　「新漫画党」結成。メンバーは新進児童漫画家で寺田ヒロオ、藤子（藤本・我孫子）、坂本三郎、森安なおや、永田竹丸の6人。
- 7月21日（水）　安孫子が漫画の手伝い中に手塚「トキワ荘を出るので後に入らないか」[注釈 45]

- 10月30日（土） トキワ荘・14号室に転居。
  - あこがれの手塚がいた部屋で漫画が描けることを2人は喜んだ。手塚はお金のない2人のために敷金3万円[注釈 46]と愛用の執筆机もそのままにしておいた[注釈 47]。
  - 戦後間もない当時の水準では家賃も敷金も高価な高級アパート。一般の家族も居住していた[注釈 48]。
  - 藤子は「漫画家を夢見る若者の入居」ではなく「仕事が軌道に乗りだした新進プロ漫画家の入居」といえる。
- トキワ荘入居後、読切や新漫画党メンバーによる合作などをこなすうちに仕事が急増し、毎月10本近くの仕事を抱えるようになる。安孫子は手塚治虫の漫画を手伝うことも多かった。

- 12月30日（木）　2人で高岡に帰省。多くの仕事を抱えての半年ぶりの故郷凱旋となった。[注釈 49]

#### 1955年(S30／20-22歳)
- 1月　高岡に一時帰省中に故郷で仕事を続けるつもりが[27]、連載を含む仕事11本ほぼ全ての締切を遅延、最終的に5本を落とす（大量原稿遅延・落とし事件）[注釈 50]。
  - 限界を無視して仕事を引き受け過ぎた[注釈 51]のに加え、連日徹夜続きだったトキワ荘から実家に戻ったことで気が緩んだためだった[27]。

- 1月21日（金）　様子を見に上京するため、藤本のみ高岡を出発。　[注釈 52]
- 1月22日（土）　藤本、トキワ荘着。翌日にかけて『ゆりかちゃん』を執筆。[注釈 53]

- 一時は漫画家廃業も考えたが、寺田ヒロオの勧めもあり継続することに。[注釈 54]

- 2月　安孫子も上京。[注釈 55]
- 多くの雑誌社から不評を買ったため、仕事が減少するが（この年の10月号までに5本の連載がすべて終了[注釈 56]。ただし読切はいくつも執筆している）年末にはすでに徹夜するほど多忙になり、翌年には複数の新連載を獲得して完全復活する。

- 12月上旬　安孫子の姉が上京。14号室にて３人で共同生活。
  - 2人が急に多忙（翌年春の付録の仕事が入った）になったため、炊事等の手伝いのために一時的に同居[注釈 57]。
- 12月　隣の15号室を新たに借り、藤本が転居。
- 12月31日（土）　安孫子の姉を含めた３人で一緒に高岡へ帰省[注釈 58]。

#### 1956年(S31／22-23歳)
- 4月　『宇宙少年団』（第3回から『ロケットくん』に改題。安孫子）連載開始。半年ぶりの連載。初の長期連載。
- 8月　ラジオを購入[28]。

#### 1957年(S32)
- 10月　寺田、赤塚、石森、つのだ、長谷と野球チームを作る[29]。
- 12月　『わが名はXくん』（安孫子。-1958）を『幼年クラブ』で連載開始。後の『パーマン』の原型。
- 12月頃 - 趣味のスライド『こけしぼっこ』を2人で合作[30][31]。

#### 1958年(S33)
- 安孫子が高岡から母を呼び寄せ共に暮らす（藤子両人は父親不在）。[注釈 59]
- 7月 新漫画党が中野に事務所を構える[32]。
- 7月　当時珍しかったテレビを購入[33]。
  - つのだじろうに連れられて秋葉原にて。7インチで3万円。
  - テレビは情報収集に役立つため、仕事中はいつもつけっぱなしにしていた。番組が週ごとの編成になっているテレビのリズムに慣れたことで、翌年に創刊された週刊誌の連載に対応しやすかった[33]。
- 8月 8ミリカメラで映画を製作する。この年は鈴木伸一、つのだじろうと西部劇を撮影[34][32]。

#### 1959年(S34)
- 1月
  - 1月18日（日）　トキワ荘の仲間でスキー旅行。
  - 大型電気蓄音機を購入。池袋西武デパートにて[35]。
  - テレビ番組『怪人二十面相』の小道具用紙芝居を制作[36]。

- 3月17日（火）　『海の王子』（合作）連載開始。初の週刊連載。
  - 日本初の週刊少年誌『週刊少年サンデー』（小学館）の連載陣として白羽の矢が立つ。

- 5月頃　向かいの新築アパート「兎荘」の一室を借りて仕事場とする[37]
- 8月　初のアシスタントを雇用[37]。女性。
- 9月　『わが名はXくん』（安孫子。-1962）を『たのしい四年生』で連載開始。
  - 本作から登場するロボット鳥・QPは、後に『オバQ』から定着する居候キャラの先駆け。

#### 1960年(S35)
- 1月6日（水）　新連載依頼。「断りきれず4月から連載10本に[38]」との安孫子の日記。大の売れっ子状態に。
- 5月　『シルバー・クロス』（安孫子）連載開始。光文社の『少年』にて。

#### 1961年(S36)
- 10月　トキワ荘を出て川崎市東生田へ転居[39][40]。
  - 土地を購入し隣同士で２軒の一戸建てを新築（当初は一軒に一緒に住む案も）。
  - 自宅を住居兼仕事場とする[41]。

### スタジオゼロとオバQブーム
1962年に藤本、1966年に安孫子が結婚。
週刊少年誌の新連載が次々と増え、1964年には「週刊漫画誌3誌同時連載」を達成。
『オバQ』がアニメ化され大ヒット。オバQブームが起こり、社会的に知られる漫画家となる。
『忍者ハットリくん』（安孫子）、『怪物くん』（安孫子）、『パーマン』（この時期は藤本メインの合作）、『21エモン』（藤本）などの代表作が続々と発表され、その多くがテレビアニメやテレビドラマになる。

#### 1962年(S37)
- 藤本結婚[注釈 60]。

#### 1963年(S38)
- 5月8日（水）　鈴木伸一、石森章太郎、つのだじろうらとアニメーション・スタジオ「スタジオゼロ」を設立。中野に社屋を構える（通称スタジオボロ）。

- 1963年頃、下北沢の「小松アパート」[42]を仕事場として借りる[43]。この時期の藤子は川崎に自宅、下北沢に漫画の仕事場、中野にアニメの仕事場と、3つの拠点を持っていたことになる。

#### 1964年(S39)
- 1月22日（水） 『オバケのQ太郎』（合作）連載開始。
  - 『週刊少年サンデー』1964年6号がこの日発売（誌面にクレジットされている発行日は2月2日）。
  - 藤本、安孫子と、スタジオゼロの雑誌部によって描かれた。
  - 翌年テレビアニメ化され大ヒット。「ギャグ漫画の藤子不二雄」として広く世間に認知されるきっかけとなった作品。

- 2月　『サンスケ』（安孫子メインの合作）週刊少年マガジンにて連載開始（安孫子、藤本、スタジオゼロ雑誌部で作画）。
- 4月　『フータくん』（安孫子）週刊少年キングにて連載開始。
  - 週刊漫画誌3誌同時連載を達成[44]。5月10日号から2週だけ連載された『海の王子』を含めれば、その間は週刊漫画誌3誌4本同時連載。
- 10月『忍者ハットリくん』（安孫子）連載開始。
- 1964年頃、安孫子、後の妻・和代氏と知り合う。

#### 1965年(S40)
- 1月『怪物くん』（安孫子）連載開始。
- 8月29日（日）　アニメ『オバケのQ太郎』放送開始。人気が爆発。オバQブームに。
- 10月　スタジオゼロが新宿市川ビルに移転（人員増強のため）[45]。藤子も同所を仕事場とする（藤子、赤塚、つのだ、スタジオゼロ動画部でフロアを4分割して使用）。

#### 1966年(S41)
- 2月　有限会社藤子スタジオ設立。[注釈 61]
- 4月7日（木）　テレビドラマ『忍者ハットリくん』放送開始。
- 5月7日（土）　アフリカ旅行に出発。「オバQといっしょにケニアへ行こう！」企画。
- 5月24日（火）　安孫子結婚式。
- 11月　『パーマン』（この時期は藤本メインの合作）連載開始。アニメ化を見越した新連載。

#### 1967年(S42)
- 4月2日（日）　アニメ『パーマン』放送開始。
- 12月18日（月）　『21エモン』（藤本）連載開始。
- 12月19日（火）　テレビドラマ『丹下左膳』にゲスト出演[46]。

#### 1968年(S43)
- 4月　藤本がスタジオゼロの社長に就任（翌9月に石森と交代）[47]。
- 4月21日（日）　怪物くん (モノクロアニメ)放送開始。1度目のアニメ化。

#### 1969年(S44)
- 5月?　スタジオゼロの重役で香港旅行[48]。

### 大人漫画で新路線開拓、そして原点回帰へ

#### 青年・大人漫画への傾倒
1960年代中頃から、劇画が隆盛し、少年誌に掲載される漫画の対象年齢も高くなった。
1968年(S43）には青年向け漫画誌『ビッグコミック』が創刊され、安孫子は読切『黒イせぇるすまん』を発表した。
安孫子はそれまでも風刺色の強い漫画をしばしば発表していたが、本作を機に大人向けの漫画に本格的に取り組むようになる。
後にブラックユーモア短編と呼ばれる『マグリットの石』（1970）らの短編群の他、『毛沢東伝』（1971）、『愛ぬすびと』（1973）、『ミス・ドラキュラ』（1975-1980）等、多数の大人向け漫画が描かれた。
1969年(S44）に藤本も『ビッグコミック』に『ミノタウロスの皿』（1969）を発表。
1970年代には多数の大人向け漫画を青年漫画雑誌、SF専門誌などで発表した。
これらの短編は、少年向けのものとあわせてSF短編と呼ばれるようになった。

#### 週刊少年誌をめぐる安孫子と藤本の明暗
安孫子によると、青年漫画を描くようになった1973年頃、「少年雑誌にまた、たくさんおもしろいマンガをかいてください」というドラえもんファンの子供のファンレターを読み、少年漫画への回帰を決意したという。
安孫子は1970年代、少年雑誌においても週刊連載を精力的に執筆する。後に藤子漫画史上最長となる自伝的漫画『まんが道』（少年チャンピオン連載は1970-1972）を開始した他、怪奇漫画『魔太郎がくる!!』（1972-1975）、『ブラック商会変奇郎』（1976-1977）、ギャグ漫画『オヤジ坊太郎』（1975-1976）等を次々と連載した。
その中で趣味のゴルフを生かした大作『プロゴルファー猿』も生まれた。
一方、藤本は週刊少年誌で苦闘。劇画隆盛の中、藤本単独作の『ウメ星デンカ』（週刊少年サンデー連載は1969のみ）や『モジャ公』（1969-1970）の人気が伸び悩んでいたためだ。
少年漫画誌が青年読者の獲得に力を入れる中、『週刊少年サンデー』編集部に、ゴンスケをサラリーマン化した新作を提案されたが、藤本は「私は最近の読者層の変質についていけません」と拒否している。
『週刊少年サンデー』では『ウメ星デンカ』が終了。その後、合作『仙べえ』（1971-1972）を挟んで、次作は安孫子単独作の『プロゴルファー猿』（週刊少年サンデー連載は1974-1978）が連載となる。
週刊少年誌という舞台を失った藤本は小学館の学習雑誌に注力するが、学習雑誌での『ウメ星デンカ』（学習雑誌連載は1968-1970）の後継作『ドラえもん』（1969-1996）は、1973年にせっかく実現した初アニメ化（日本テレビ版）が制作サイドの問題で半年で打ち切りとなっていた。

### ドラえもんの人気爆発
1974年(S49）夏、単行本（てんとう虫コミックス）が発売されたことで『ドラえもん』（藤本単独作）の人気は徐々に高まっていく。
そんな中、1976年(S51）4月、『オバケのQ太郎』の読切作品（最後の合作）が『月刊少年ジャンプ』5月号に掲載される。
『ドラえもん』の人気と比例して藤子不二雄の人気も高まり、1977年(S52）には藤子不二雄作品を中心とした『コロコロコミック』が創刊。

『週刊少年キング』では藤子不二雄の自伝的漫画『まんが道』（キング連載は1977-1982。安孫子単独作）も開始した。
1979年(S54）には『ドラえもん』がテレビ朝日の製作により同系列で再アニメ化。全国放映され、不動の人気を決定づけた。

1980年(S55）には映画化され、現在まで続くシリーズ作品となる。
この30年後に安孫子は、『ドラえもん』が大ヒットしたのを見て「このままだと、藤本氏のマネジャーかアシスタントをやるしかないのでは」と内心悩んでいたというジョークであまりの過熱ぶりを振り返っている。

#### 1979年(S54)
- アメリカに取材旅行（ニューヨーク等）。同年夏に藤本がシナリオを執筆した映画『のび太の恐竜』の主な舞台は北米[51]。
- 9月26日（水）から10月8日（月）　中国方面に取材旅行（北京、長沙、桂林、広州、香港等）[51][52]。

### 藤子不二雄ブーム
『ドラえもん』に続いて1980年〜1987年にかけて『怪物くん』『忍者ハットリくん』『パーマン』『オバケのQ太郎』『プロゴルファー猿』『エスパー魔美』『ウルトラB』が立て続けにテレビアニメ・映画化され、各メディアを席巻した。
1985年(S60）にはこれらの藤子アニメを複数まとめて放送する番組枠『藤子不二雄ワイド』がレギュラー編成されるほどだった。
前年の1984年(S59）には、新作漫画が毎週掲載されるという異例の漫画全集『藤子不二雄ランド』（中央公論社）が創刊され、藤子不二雄は自身専用の週刊連載媒体を持つ漫画家となった。
1980年代の人気の過熱ぶりは藤子不二雄ブームと呼ばれる。

### 2つの闘病と独立（コンビ解消）
我孫子は妻が倒れ看護する身となり、藤本は52歳で胃癌になり癌手術をする。1987年末に2人は独立（コンビ解消）を発表した。

#### 1985年(S60)
- 12月31日（火） 安孫子の妻・和代氏、右脳内出血で倒れICU搬送。左半身麻痺、失語症で10か月間入院。[53]

#### 1986年(S61)
多くの連載を抱えながら妻を看護する身となった安孫子を心配し、「大丈夫？　少し休んだら。仕事はおれがカバーするから」と藤本。突然そう言われた安孫子は泣きそうになったという。だが、ほどなく藤本に胃癌が見つかったため、安孫子は妻を見舞いつつ、大量の仕事をこなして藤本をカバーする日々を送ることになる。
- 1月12日（火） 安孫子、藤本家を訪問。藤本長女の成人祝。[注釈 67]
- 1月21日（日） 藤本夫妻、和代氏を見舞う。[注釈 68]
- 夏　藤本（52歳[注釈 69]）に胃癌が見つかる。健康診断の再検査にて発覚。本人には告知せず[注釈 70]。安孫子によると、医師から再検査を受けるように言われた藤本は「まったく自覚症状がないのになァ」と不満そうだったという[54]。
- 藤本、胃癌手術。成功。[注釈 71]
- 9月　藤本、仕事に復帰。[55]
- 10月4日（土） 和代氏、退院。[53]

#### 1987年(S62)
- 3月　藤本、再度体調を崩す。[注釈 71][56]
- 8月　毎年半年間の短期連載が通例となっていた漫画『大長編ドラえもん』がこの年は休載（『ドラえもん のび太のパラレル西遊記』は原作漫画が描かれないまま1988年3月公開）。
- 夏　藤本が妻に「安孫子氏と別れようと思う」と言う。[注釈 71]
- 藤本は、以前から借りていたマンションの一室で仕事をするように。[注釈 71]
- ある夜、藤本が安孫子の自宅を突然訪問し、独立の意向を伝える。[注釈 72][注釈 73]
  - 安孫子「思えば、上京する時も藤本氏が誘ってくれて、どうなるかと思ったけれど、後に『あの時、言ってくれてよかった』と思ったし、独立の時も、言い出してくれてよかったと今では思っています」[注釈 74]。「今では」とあるので、意向を伝えられた時点では安孫子には独立（コンビ解消）の意思がなかったことがうかがえる。

- 10月29日（木） 和代氏、この日までに再度倒れ入院中。[53]
- 12月18日（金） 和代氏、退院。[53]

- 12月23日（水）　藤子不二雄の独立の「ごあいさつ」を出版関係者に発送。
  - 挨拶状により独立の意思を表明した。その理由として「この辺で、二人三脚のヒモをほどいて、それぞれの足で歩いてみたらどうか、と話し合いました。新しい展開としてそれぞれやりたいことをやってみるのも面白いんじゃないかと」[57]と記した。
  - 藤本は自身が入退院を繰り返したことから「二人三脚でくくっていたほうの足が、かすかにヒリヒリしていた。ひもを解いてみれば、何か新しいことやれるのではないか」[57]と記した。
  - 安孫子は「いままでのように二人のペースを合わせるのは無理な年になってきた。漫画だけでなく、ぼくも文章なども書いてみたいが、藤子不二雄の名前では勝手なことやれない」[57]と記した。
  - 挨拶状にて、これまでの執筆作品の中にそれぞれが単独で描いていた作品があることと、その内訳を公式に明らかにした[57]。
  - 作品執筆分担の内情は「企業秘密をもらします」という前置きで明かされたが、これはジョーク（雑誌によってはプロフィール欄にて片方の名前や、片方の代表作名が列挙されており、かねてから読者にも執筆分担が分かる状況だった[注釈 75]）。また、作画上は明らかな合作である『パーマン』（旧作）がF作品とされるなど、事実とは必ずしも一致しない。関係者や読者に向けて、独立後の権利の移行を説明する意味で分類・発表された意味合いが強い。

#### 1988年(S63)
- 1月25日（月）　「二人の藤子不二雄を励ます会」開催（全日空ホテル）
  - 「藤子不二雄が二人に独立する記念日」パーティ[58]

ペンネームの分離
それぞれ別のペンネームで活動を続けた（「#ペンネーム」を参照）。
漫画制作会社の分離
- 安孫子は「藤子スタジオ」を引き継いだ。
- 藤本は新たに「藤子プロ」を設立し近所のビルに移った。

#### 独立（コンビ解消）の真相
1986年に藤本が胃癌になってからの経緯を見れば、独立の大きな原因が藤本の体調（自由に休み時間をとりつつ自分のペースで仕事ができる環境が必要だった）にあることがうかがえる。また、安孫子家も大変な状況だった。
その他の「作風の違い」等の理由は、病気のことにあまり触れないために語っている可能性もふまえたうえで真相を考える必要がある。
- 作風の違い1（過激な作品で迷惑をかける？）
  - 安孫子「藤本君は生活ギャグ一本でやってきたが、自分は傾向が変わってきた。ブラックユーモアを描くようになったのが転機となった。作品も生活も自分と藤本君とは違いが出て来た。自分が過激なのを描こうとして、藤本君の『ドラえもん』を傷つけるといけないから。50まで漫画家をやるとは思わなかったし、やる事はやり尽くして来たので、あとは好きなように気楽にやろうと別れた（要約）」[注釈 79]。
  - しかし『笑ゥせぇるすまん』（改題前は『黒ィせぇるすまん』）は独立の20年前の1968年の作品であり、同時期に『黒ベエ』（1969）、『魔太郎がくる!!』（1972-1975）、多数のブラック短編等のダークな作品群を発表している。1988年の独立と結びつけるには時代が離れすぎている。

- 作風の違い2（Fとは違い、Aはこども心が薄れた？）
  - 安孫子「自分は社交性があるため、酒やゴルフを覚えたが、藤本君はそのようなことは一切しなかった[注釈 80]。結果的に藤本君は少年のような心を持ち続けるきっかけとなり、逆に自分はこども心が薄れ、作風に差が出た」
  - しかし安孫子は1980年代も『忍者ハットリくん』（1980年代の連載期間は1981-1988）等の児童漫画を大量に描き、独立後も『パラソルヘンべえ』（1989-1991）や『プリンスデモキン』（1991-1999）を長期連載するなど、一貫して児童漫画を描き続けている。その意味では、独立が必要なほど大きく作風に差が出たとは言い難い。

#### 独立後の交流
- お互いの不仲による独立ではなかったため、藤本は海外旅行へ行くたび安孫子に土産をプレゼントしており、安孫子も自宅の応接間にそれらを飾るなど、独立後も友好な関係が続いていたという[59]。
- 映画鑑賞が共通の趣味である事から、映画の試写会で月に1度程度顔を合わせていたという[60]。

#### 収入
アマチュア時代に合作形式になって以降、収入はすべて同一の口座に貯蓄し、必要な金銭は2人で均等に引き出していた。昔からの慣習のため、それが当たり前だったという。1966年の藤子スタジオ設立後も、原稿料等の収入はすべて会社に納入され、それにより会社が経営され、藤本と安孫子の2人にはそれぞれ同額の給与が支払われていた。独立前の1980年代の高額納税者公示制度を参照すると、2人がほぼ同額を納税していることが確認できる。
1988年の独立より前に、金銭的なトラブルが藤本と安孫子、または親族間において発生したという関係者の証言は確認されていない。藤本の妻は書籍にて、大病を患った藤本が退院後、安心して仕事ができる環境を整えることが独立の一因であることを示唆している。

### 2人で2人の藤子不二雄時代
1988年から「2人で2人の藤子不二雄」として新たにスタート。
1996年9月までの9年弱の間に、2者2様の活動が行われた。映画での共演など、コンビ時代と変わらぬ関係も続いた。
漫画
藤本（藤子不二雄Ⓕ→藤子・F・不二雄）
- 1996年まで、毎年『大長編ドラえもん』の漫画連載を執筆。春休みの映画公開は2025年現在も続いている。
- 1991年 『未来の想い出』を短期連載。漫画家の人生やり直しもの。1話完結でない長い大人向けの連載としては唯一の作品。

安孫子（藤子不二雄Ⓐ）
- 『ビリ犬（新）』シリーズ（1988-1989）、『パラソルヘンべえ』（1989-1991）、『プリンスデモキン』（1991-1999）など、児童漫画の執筆を10年以上継続。
- アニメ化で人気となった『笑ゥせぇるすまん』（1990-1995）の新作漫画を長期連載。

アニメ
1988年以降から1996年までの間に新作の放送が開始された主な藤子アニメは以下の通り。
1989年にアニメ化された『笑ゥせぇるすまん』が大人気となり、安孫子の新たな代表作として一般に浸透した。
藤本作
- テレビ朝日：『チンプイ』『21エモン』
- フジテレビ：『キテレツ大百科』
- NHK：『ポコニャン!』
- 日本テレビ：『T・Pぼん』
- テレビ東京：『モジャ公』

安孫子作
- TBS：『笑ゥせぇるすまん』『さすらいくん』『夢魔子』
- テレビ朝日：『新プロゴルファー猿』『ビリ犬』『ビリ犬なんでも商会』
- NHK：『パラソルヘンべえ』

実写映画
安孫子は1990年公開の映画『少年時代』をプロデュース。数々の賞を受賞した。
藤本は、自身の漫画の映画化作品『未来の想い出  Last Christmas』が1992年に公開。藤本と安孫子も、トキワ荘時代の仲間とともにカメオ出演した。

### 藤本の死去
- 死去の3週間前頃　安孫子と藤本の最後の会話。電話で会話した際に声に元気がなかったため、安孫子が「最近、調子はどうなの」と聞くと、藤本は「ここのとこ、ちょっと調子が悪いんだ」と答えたという[61][62]。
- 1996年（平成8年）9月23日（月）午前2時10分　藤本弘 死去。独立から9年弱後。

### 藤本死去後

#### 1990年代
- 1998年（平成10年）　藤子不二雄Ⓐ『用心棒』刊行。
  - コンビ時代も含めれば、藤子不二雄の『UTOPIA 最後の世界大戦』以来2冊目の描き下ろし単行本。ちなみに藤子・F・不二雄も1994年に『落窪物語』を書き下ろす予定だったが体調不良のため実現しなかった。

#### 2000年代
ⒶランドとF大全集が刊行。F大全集には合作『オバケのQ太郎』が含まれるなど、入手困難だった数作品の購入が容易になった。
- 2002年　『藤子不二雄Ⓐランド』刊行。全149巻。
  - 『藤子不二雄ランド』全301巻のうちの安孫子作品（独立後に権利的に藤子Ⓐ作品となったもの。藤本が作画で参加した『わかとの』や『きえる快速車』も含む）だけを全集として刊行。

- 2004年　実写映画『忍者ハットリくん』公開。主演はSMAPの香取慎吾。
- 2004年　アニメ『忍者ハットリくん』がインドで放送され人気が爆発。

- 2009年　『藤子・F・不二雄大全集』（小学館）刊行。
  - 『オバケのQ太郎』等、藤本と安孫子の合作作品の一部は『藤子不二雄ランド』が絶版になった後、20年近くにわたり購入不可能になっていたが、F大全集の刊行により『オバケのQ太郎』をはじめとした合作作品が数多く復刊された。
  - 『チンタラ神ちゃん』『仙べえ』等の合作の未収録話も数多く収録。

#### 2010年代
『藤子不二雄Ⓐデジタルセレクション』刊行。これによりF大全集とあわせて2人の作品の多くが体系的に読めるようになった。ただし、これらのシリーズに含まれない未収録作品が100冊分以上存在する。
- 2010年　『二人で少年漫画ばかり描いてきた』復刊。

- 2011年　『UTOPIA 最後の世界大戦』復刊。半世紀の時を超え、伝説の単行本がそのままの姿で復刊。

- 2012年　アニメ『NINJAハットリくんリターンズ』制作開始。
  - 日本とインドの共同制作。
  - 2023年現在もYouTubeやテレビ放送で新作が公開される国際的人気作に。

- 2014年 　電子書籍にて『藤子不二雄Ⓐデジタルセレクション』刊行。小学館の編集。安孫子作品の多くが体系的に読めるようになった。

- 2015年　『オバケのQ太郎』新装版刊行。小学館てんとう虫コミックス。

### 安孫子死去後
- 2022年（令和4年）4月6日（水）[3]　安孫子素雄 死去。
  - 神奈川県川崎市の自宅にて。藤本の死去から26年後、コンビの両方がこの世を去った。

## 受賞歴
受賞、受章など。
- 1963年3月8日　第8回（昭和37年度）小学館漫画賞（『すすめロボケット』『てぶくろてっちゃん』）
- 1973年　第2回（1973年度）日本漫画家協会賞 優秀賞[注釈 81]（『ドラえもん』）
- 1981年　第10回（昭和56年度）川崎市文化賞（藤子不二雄）
- 1982年　第27回（昭和56年度）小学館漫画賞 児童部門（『ドラえもん』）
- 1984年　第29回（昭和59年度）映画の日 特別功労章（藤子不二雄）[63]
- 1984年　第2回（1984年）ゴールデングロス賞 最優秀・金賞（映画『ドラえもん』）[64]
- 1988年の独立後
  - 藤子・F・不二雄#受賞歴
  - 藤子不二雄Ⓐ#受賞歴

## 藤子不二雄の合作

### 藤子不二雄の合作作品
藤本弘と安孫子素雄の2人の合作による主な漫画作品。それぞれが単独で執筆した作品は#作品一覧を参照。
- ★★ - 独立（コンビ解消）後は権利の都合上、単独作として管理されている合作作品。
  - 「単独作」「単独作を少し手伝った程度」と誤って言及されることもあるが、事前に作画分担等の役割を決めた上で執筆されている。
- ★ - 独立後、単独名義の単行本等で「合作」と明示していない場合がある作品。

#### 合作ピックアップ
天使の玉ちゃん（1951-1952） - デビュー作。
UTOPIA 最後の世界大戦（1953） - 初の単行本。
海の王子（1959-1965） - 初の週刊誌連載。
善玉側を藤本が、悪玉側を安孫子が作画担当。アイデアは藤本メインだが、安孫子が担当することも。
オバケのQ太郎（旧）（1964-1967,1969） - オバQブーム。
オバQらを藤本が、正太、伸一らを安孫子が作画担当。
『週刊少年サンデー』連載版では、石森章太郎も大勢の脇役キャラクターの作画を担当している。
ネーム（ストーリーとコマ割り）は大部分の回を藤本が担当しているが、安孫子も数本担当している。
藤本のみで描かれた回もある（幼年誌掲載回など）。
オバケのP子日記（1966） - オバQのスピンオフ。
P子を藤本が、ユカリを安孫子が作画担当。
（新）オバケのQ太郎（1971-1974,1976）★★
藤本メイン作だが、正太、伸一らの作画を安孫子が担当。
パーマン（旧）（1966-1968）★★
藤本メイン作だが、パーマン2号、カバ夫、サブ、スーパーマン、2号のママらの作画を安孫子が担当。
オバQの次作。主役と相棒を作画分担する同システム。
チンタラ神ちゃん（1967）
チンタラ教の教祖である神ちゃんが町で信者を増やそうとして騒動を巻き起こす連載ギャグ漫画。
神ちゃん、貧乏神を藤本が、ジロー、福の神を安孫子が作画担当。
ネームは藤本、安孫子の双方が担当。完全合作でオバQブーム引継ぎを狙う。
仙べえ（1971-1972）
半人前の仙人・仙べえが100年後の現代に帰ってきて、弟のひ孫である峰野家に居候して騒動を巻き起こす連載ギャグ漫画。
ストーリーと背景の作画を藤本が、キャラクターの作画を安孫子が担当。
わかとの／サンスケ（1964-1965）★★
安孫子メイン作だが、主人公のわかとのの作画を藤本が担当。
もともとはオバQとは逆の分担でスタートするも主役交代。
きえる快速車（1963）★★
安孫子メイン作。零太郎を安孫子が、助手の熱海、ヒロイン・本田富士子、母、妹らを藤本が作画担当。
ウルトラB そのとき3発！（1965）★★
後年安孫子単独で執筆された『ウルトラB』（1984-1989）の元となった短編。
主人公の赤ん坊を安孫子が、敵役スパイ2人を藤本が作画担当。

#### 藤子不二雄の合作一覧
※上の「ピックアップ」で紹介した作品も含む。

##### 連載
- 天使の玉ちゃん（1951-1952） - デビュー作。
- 四万年漂流（1953） - 初の雑誌連載。足塚不二雄名義。
- 光にあたれ陽にあたれ（1955）
- タップタップのぼうけん（1957-1958） - 藤本メイン作だが、一部の作画を安孫子が担当[67]。
- タトルくんのぼうけん（1958-1959）
- 海の王子（1959-1965） - 初の週刊誌連載。
- かせいのたまちゃん（1960）
- 星の子ガン（1961） - ガンを安孫子、三ぞう博士らを藤本が作画担当。宇宙西遊記。のちの『モジャ公』につながる作品。
- 銀星少年（1961） - #4は安孫子による作画[68]。
- きえる快速車（1963）★★
- オバケのQ太郎（旧）（1964-1967,1969）
- サンスケ（1964）★★
- 名犬タンタン（1964-1968） - タンタンとみどりを藤本、英雄を安孫子が作画担当。
- レインボー戦隊（1964-1965） - スタジオゼロの合作。
- 火星からきたベラくん（1964-1965） - ベラくんを安孫子、少年を藤本が作画担当。
- わかとの（1965）★★
- ベレーのしんちゃん（1965-1966）★ - しんちゃんを藤本、発明家のパパを安孫子が作画担当。
- ジロキチ（1965-1966） - ジロキチ、カバオらを安孫子、アルセーヌ・パン、千面相らを藤本が作画担当。ネームは藤本と安孫子の双方が担当[69]。
- オバケのP子日記（1966）
- てぶくろてっちゃん（1966のディズニーランド版）★★ - てっちゃんを安孫子、みっちゃんを藤本が作画担当。ネームは回ごとに交替で担当。
- パーマン（旧）（1966-1968）★★
- チンタラ神ちゃん（1967）
- 仙べえ（1971-1972）
- （新）オバケのQ太郎（1971-1974,1976）★★

##### 単行本
- UTOPIA 最後の世界大戦（1953） - 初の単行本。足塚不二雄名義。

##### 別冊付録
- 三人きょうだいとにんげん砲弾（1952） - 初の別冊。足塚不二雄名義。
- バラとゆびわ（1954）★
- なかないさぶちゃん（1956）
- 少年カメラ探偵 カメラは見ていた（1957）
- 星の子カロル（1957） - 本文64頁[注釈 85]。宇宙探検もの。
- 恐怖のウラン島（1958）

##### 読切
- 西部のどこかで（1952） - 雑誌デビュー作。足塚不二雄名義。
- 旋風都市（1953） - 初の藤子不二雄名義。
- 大平原児（1954）
- 一米四方の冒険（1954） - 通常サイズの世界を安孫子、小さなサイズの世界を藤本が作画担当。
- 海抜六千米の恐怖（1954）
- お化け退治（1954） - ローマ帝ガラガラの病気を治すため「時航機」で2000年前のローマへとタイムトラベルする少年の話。
- 史劇絵物語 十字架上の英雄（1954） - 文章と構成を藤本が担当。ペン画タッチの作画を安孫子がメインで担当。
- ねらわれた地球（1955）
- 白さぎ城物語（1956）
- きょぞうジャンバ（1958）
- あきおくん火星へ行く（1958）
- ノアはかせのロケット（1958）
- 正義の味方（1961） - 基本的に主人公の正をはじめとした善人側を藤本、悪人側を安孫子（または作画スタッフ）が担当。
- ウルトラB そのとき3発！（1965）★★
- ギャハハ三銃士（1965） - 藤子、赤塚不二夫、つのだじろうの合作。
- 世界めい作全集（1966）
- のらくろよ永遠に（1984） - 安孫子メイン作だが、ドラえもんとパーマンを藤本が作画。

### 合作の区別と作風
ごく初期から３つのスタイルで作品制作
ごく初期から、藤子不二雄の漫画作品は「合作」「藤本担当作品」「安孫子担当作品」の3種に大別できる。藤本と安孫子の作風の違いを理解している編集者は、次第にどちらかを名指しして原稿を依頼するようになっていった。
十分な人数のアシスタントを雇用するまでは、互いの担当作を手伝うこともあったため（背景、背景の人物、効果、枠線等）、どちらかの担当作だからといって完全に単独で執筆した作品とは言い切れない（状況に応じて単独作品として扱うのは問題ないが、あくまでも「藤子不二雄」として発表した作品であり、もともと一人の作家として発表した作品かのように扱ってしまうと歴史的な齟齬が生まれる）。
逆に、多くのアシスタントを雇用してからはそれぞれが自身の担当作の締切に追われる状態のため、合作以外の互いの作品に関与することはなかった。そのため、合作以外は「藤本単独作品」または「安孫子単独作品」と呼んでも大きな問題は生じない（例えば『ドラえもん』は藤本単独作品。コンビ時代から続いている作品の上、後述の通り作者として藤本、安孫子の2人が登場する事があったため、安孫子も一部の回を執筆している、というのはデマで、そのような証言は一切ない）。
コンビ時代は「藤子不二雄作品はすべて合作」
2人の作品の中に単独で執筆したものがあることは、独立まで積極的には公言していなかった。たとえば、1977年初版の自伝『二人で少年漫画ばかり描いてきた』では、安孫子は合作ではない作品についても「僕たち」の作品と表現している。
作中に作者本人が描かれる時も、2人揃って登場することが多かった。
実際に自分が一切執筆していない作品について取材を受けたり、コメントをしたりすることもあった。
コンビ時代も単独執筆は「通常開示」
単独での執筆をとくに「極秘」にしていたわけではなかった。
掲載誌によっては作者のプロフィールの本名として片方の名前だけが記され、代表作としてもそれぞれの執筆作だけが列挙されていた（編集者もどちらの作品かを理解していた）。自画像も1人の姿として描かれ掲載される場合もあった。
藤本の手による漫画『ドラえもん誕生』（1978）では、冒頭に登場した安孫子が「あとよろしく」と言い残してすぐに立ち去ってしまう（安孫子単独作の他の連載『黒ベエ』と『狂人軍』の進行が遅れているため）。このことで『ドラえもん』が藤本だけで生み出されたことがさり気なく分かるようになっている。合作の実情をくみ取った上で気にせずに作品を楽しんでいるファンも多かった。
作風の違い
2人の画風の違いは徐々に一部の読者には知られるようになった。
原稿の色味の違いから安孫子は「黒い藤子」、藤本は「白い藤子」とあだ名されることもあった。

### 最後の合作
独立（コンビ解消）時に「合作はオバQあたりまで」と藤子が語ったことで、「最後の合作は1964年に描かれたオバQ」という誤った認識が広まった。実際には1965年以降も『名犬タンタン』『ジロキチ』『パーマン（旧）』『チンタラ神ちゃん』『仙べえ』等の多数の合作が毎年のように執筆されている。
通常の漫画作品として最後の合作となったのは、1976年に執筆された『オバケのQ太郎』の読切作品（『月刊少年ジャンプ』）。『ドラえもん』の連載開始から6年半後、最初のテレビアニメ化（日本テレビ版）からちょうど3年後の作品である。
2023年現在は藤子・F・不二雄大全集の『新オバケのQ太郎』第3巻で読むことができる。
特別な漫画作品まで含めれば、最後の合作は、1984年の『のらくろよ永遠に』。安孫子がメインで執筆し、ドラえもんとパーマンを藤本が作画した作品となっている。

同時期の1983年〜1984年に執筆された漫画『忍者ハットリくん+パーマン』は安孫子の単独作だが、合作が封印されていたわけではなく、藤本の不参加は『大長編ドラえもん』の執筆による多忙等の別の理由であることがうかがえる。
その後も1988年頭の独立時まで、藤子不二雄は年賀状で両人の人気キャラクターが勢揃いする合作イラストを毎年執筆していた。藤子不二雄の2人が共同制作したイラストまで含めれば、1988年正月用の年賀状も存在する。独立ギリギリまで合作を行っていたともいえる。
独立後に出版された伝記等では合作の認識が誤っているものも多い。「久しぶりに合作をしよう」と言って1964年に『オバQ』を描き、それが最後の合作となった……と記されている伝記書籍もあるが、実際にはその翌年以降も新作の合作が発表され続けているのは前述の通り。
歴史的事実にはない誤ったストーリーが、あたかも事実のように伝記書籍に記載され、正式に出版されている状況にある。

#### その他の最後の合作
- 『仙べえ』（1971-1972）：「両者が深く関わった漫画」「新作連載漫画」としては最後の合作。

### 合作の自伝
二人で少年漫画ばかり描いてきた 戦後児童漫画私史
- 1977年4月　毎日新聞社、ISBN 4620300810
- 1980年9月　文庫版 文春文庫 ISBN 4167253011
- 2010年1月25日　人間の記録 171 日本図書センター（「人間の記録」シリーズとして復刻） ISBN 978-4284700412

TBS『調査情報』の文章による連載『ぼくはこの歳になって、まだ少年漫画を描いている』を元にしている。
大きな脚色がある自伝的漫画『まんが道』とは異なり、事実に即した内容。自伝的な内容と、その時代の戦後児童漫画の状況を書き記した内容をセットにした構成になっている。
主に安孫子が書き、各章の冒頭に藤本の「中書き」が付いている。中書きと本文の字数の比が、藤本と安孫子の「普段の口数の比に等しいとお考え下さい」と、藤本は述べている。
巻末の年表は、石子順造『戦後マンガ史略年譜』の年表を元に加筆変更したもの。
文春文庫版では、一部の誤字が訂正された。また本文中の図表、巻末の年表が加筆、あるいは変更されている。後書き（安孫子の筆）では『ドラえもん』が大ブームになったことが記され、少年漫画の世界に戻ったのは間違っていなかったこと、また『少年時代』（安孫子作）の反響について記されている。
日本図書センターの復刻版では著者名表記が「藤子不二雄」から「藤子不二雄Ⓐ」「藤子・F・不二雄」連名に変わった。誤字（「ドラえもん」を「どらえもん」と表記しているなど）もそのまま復刻している。また、毎日新聞社版の復刻であるため、文春文庫版の加筆部分は収録されていない。

## 作品一覧
藤子不二雄の主な作品。
- すべてのタイトルは下記ページを参照。
  - 藤子不二雄の連載一覧 - 連載、別冊、描き下ろし単行本。
  - 藤子不二雄の読切一覧 - 読切、コマ漫画、イラスト等。

| 藤本弘 | 合作 | 安孫子素雄 |
| --- | --- | --- |
| - 著作一覧（カテゴリ） | - 合作一覧（カテゴリ） | - 作品一覧（抜粋）（カテゴリ） |
| - ゆりかちゃん - おやゆびひめ - しゃっくり丸 - ユリシーズ - 名犬ラッシー - ジャングルブック - ぴーたーぱん - かいじん二十めんそう | - 天使の玉ちゃん - UTOPIA 最後の世界大戦 | - ロケットくん - 白馬の王者 ローン・レンジャー - 奇巌城 - こじきおうじ - わが名はXくん - 怪人二十面相 |
| - てぶくろてっちゃん（1960） - ピロンちゃん - すすめロボケット - 21エモン - SF短編（一覧/カテゴリ） - ウメ星デンカ - モジャ公 - ドラえもん（カテゴリ） | - 海の王子 - きえる快速車 - オバケのQ太郎（カテゴリ） - わかとの - 名犬タンタン - ベレーのしんちゃん - ジロキチ - てぶくろてっちゃん（1966） - パーマン（旧）（カテゴリ） - チンタラ神ちゃん | - シルバー・クロス - 銀河船長 - ビッグ・1 - シスコン王子 - フータくん - 忍者ハットリくん（カテゴリ） - スリーZメン - 怪物くん（カテゴリ） - マスクのXくん - 怪人わかとの - ブラックユーモア短編 - 黒ィせぇるすまん - ビリ犬 - 黒ベエ - 狂人軍 |
| - ポコニャン - ドビンソン漂流記 - ジャングル黒べえ - パジャママン - モッコロくん - バケルくん - キテレツ大百科（カテゴリ） - みきおとミキオ - Uボー - バウバウ大臣 - きゃぷてんボン - エスパー魔美 - 中年スーパーマン左江内氏 - T・Pぼん - ミラ・クル・1 - 大長編ドラえもん（カテゴリ） | - 仙べえ - （新）オバケのQ太郎 | - チャンピオンマンガ科 - まんが道 - 夢魔子 - マボロシ変太夫 - 恐喝有限会社 - 魔太郎がくる!! - 番外社員 - 愛ぬすびと - 喝揚丸ユスリ商会 - さすらいくん - プロゴルファー猿 - オヤジ坊太郎 - ミス・ドラキュラ - ブラック商会変奇郎 - 少年時代    |
| - パーマン（新）（カテゴリ） - 宙ポコ - 宙犬トッピ - チンプイ | | - ウルトラB |

| 藤子・F・不二雄 | 藤子不二雄Ⓐ |
| --- | --- |
| - ドラえもん（カテゴリ）※87作品 - 大長編ドラえもん（カテゴリ）※『日本誕生』以降 - チンプイ - 未来の想い出 - 異人アンドロ氏 | - （新）忍者ハットリくん - ウルトラB - （新）プロゴルファー猿 - まんが道 ※春雷編の途中から - ビリ犬（新） - タカモリが走る - ビリ犬なんでも商会 - パラソルヘンべえ - 笑ゥせぇるすまん - 愛…しりそめし頃に… - プリンスデモキン |
| | - 喪黒福次郎の仕事 - ホアー!! 小池さん - 用心棒 ※描き下ろし - サル (SARU) - 踊ルせぇるすまん - PARマンの情熱的な日々 - 怪物くん（2011）                                                                                       |

## 全集など
- 藤子・F・不二雄大全集 （小学館） - 安孫子との合作も収録。115巻。
- 藤子不二雄Ⓐデジタルセレクション（小学館） - 事実上の全集。電子書籍。藤本との合作も収録。215巻。
- 藤子不二雄Ⓐランド - 「藤子不二雄ランド」の中から独立後に藤子不二雄Ⓐ名義となった作品のみを2002年より復刊（ブッキング）。2012年より再発売（復刊ドットコム）。藤本との合作も収録。149巻。

絶版
- 藤子不二雄ランド （中央公論社） - 週刊誌形式で発売された全集。301巻。

## 作品の共通点
以下は、別作品同士の共通点や類似点。
中には藤本作品と安孫子作品の両方にまたがる共通点もある。コンビ時代は単独作でもすべて「自作」「合作」なので、アイデアや同一のネタも共有し、各自で自由に使用していた。単独作の中にも、相棒の影響下のもとに描かれているものがあることがわかる。

### 共通のキャラクター
小池さん
合作『オバケのQ太郎』をはじめとした数多くの藤子作品に出演。安孫子作『小池さんの奇妙な生活』、藤本作『カイケツ小池さん』等、主演作品も複数ある。生みの親は安孫子。
神成さん
合作『オバケのQ太郎』と藤本作『ドラえもん』の両作に出演。
ゴンスケ
藤本作の『21エモン』『ウメ星デンカ』に出演後、安孫子作の『ゴンスケ』で主演に。生みの親は藤本。

### 共通の設定・アイデア
マスク（他者からもらったマスクで少年がパワーアップする）
安孫子作『わが名はXくん』の設定を、藤本メイン作『パーマン』で流用。
フトンたたきゲーム（棒状に丸めた布団で叩き合うゲーム）
合作『オバケのQ太郎』、安孫子作『オヤジ坊太郎』、藤本作『ドラえもん』、安孫子作『ウルトラB』等、多くの作品で対戦が行われた。藤本は「昔、安孫子とやって楽しかった」と想い出を語りつつ、娘と対戦することもあったという。『オヤジ坊太郎』では大ブームに。『オバQ』では「ふとんゲーム」、『ドラえもん』では「マット・フェンシング」という名称。
恐竜に関する無茶な約束（できなかったら罰ゲーム）
安孫子作『怪物くん』「ほんとに恐竜はいるのかい？」（1967）でのキザオとヒロシのやりとりを、藤本作『ドラえもん』「のび太の恐竜」（1975）でスネ夫とのび太が再演。
悪徳不動産屋
藤本と安孫子は1961年に川崎市に土地を購入し、隣同士で一軒家を新築した。その経験もあって、その後の作品にマイホーム購入をテーマとした回がたびたび登場する。一部のアイデアは共通のものが使われている。主な作品は以下の通り。
- 『わかとの』（安孫子メインの合作）「きびしいマイホーム」 - 1965年24号。デジタルセレクション3巻。
- 『オバケのQ太郎』（合作）「百坪一万円」 - 1966年19号。大全集4巻。
- 『忍者ハットリくん』（安孫子単独作）「住宅難には忍者もマイッタの巻」 - 1967年2月号。

## アニメ
|                               | 藤本弘アニメ （カテゴリ）        | 原作漫画がもとは合作 だった作品のアニメ （カテゴリ）             | 安孫子素雄アニメ （カテゴリ）                  |
| ----------------------------- | -------------------------------- | ---------------------------------------------------------------- | ---------------------------------------------- |
| 最新作                        | ドラえもん（1979-放送中の第2作） | 映画Pa-Pa-Pa_ザ★ムービー パーマン タコDEポン!アシHAポン!（2004） | NINJAハットリくんリターンズ（2012-新作公開中） |
| 最新作の前の 別の新作タイトル | モジャ公（1995-1997）            | オバケのQ太郎（1985-1987の第3作）                                | 笑ゥせぇるすまんNEW（2017）                    |

## 実写
テレビドラマや映画で実写映像となった主な藤子作品。
その他の作品はCategory:藤子不二雄原作の実写作品を参照。
| 藤本弘                                                              | 安孫子素雄 |
| ------------------------------------------------------------------- | --- |
| - 夢カメラ（1986,1987） - 赤毛のアン子（1986） - バケルくん（1987） | - 忍者ハットリくん（1966） - 忍者ハットリくん+忍者怪獣ジッポウ（1967） - 愛ぬすびと（1974） - まんが道（1986,1987） |

| 藤子・F・不二雄 | 藤子不二雄Ⓐ |
| --- | --- |
| - 夢カメラ（1988） - 映画 未来の想い出 Last Christmas（1992） - キテレツ（2002） - エスパー魔美（2002） - 藤子・F・不二雄のパラレル・スペース（2008） - スーパーサラリーマン左江内氏（2017） - 藤子・F・不二雄 SF短編ドラマ（2023） | - 映画 少年時代（1990）※製作 - ユスリ有限会社・満福鶴丸の内職（1990） - オカルト勘平（1991） - 笑ゥせぇるすまん（1992,1999） - シャドウ商会変奇郎（1996） - NIN×NIN 忍者ハットリくん THE MOVIE（2004） - 怪物くん（2010） - 映画 怪物くん（2011） |

## 音楽
藤子作品に付随して作られた主な音楽。
その他の作品はCategory:藤子不二雄の映像作品の音楽を参照。
| 藤本弘                        | 合作                     | 安孫子素雄                            |
| ----------------------------- | ------------------------ | ------------------------------------- |
| - ぼくドラえもん（1979）※作詞 | - オバQ音頭（1966）※作詞 | - ユカイツーカイ怪物くん（1980）※作詞 |

| 藤子・F・不二雄            | 藤子不二雄Ⓐ                       |
| -------------------------- | --------------------------------- |
| - はじめてのチュウ（1990） | - 少年時代 (井上陽水の曲)（1990） |

### 作詞
1987年以前の「藤子不二雄」名義の楽曲。
- オバケのQ太郎（1966）
  - オバQ音頭（作曲：広瀬健次郎）
  - オバQマーチ（作曲：広瀬健次郎）
  - オバケのP子（作曲：広瀬健次郎）
- パーマン（1967）
  - ぼくらのパーマン（作曲：越部信義）
  - すてきなパー子（作曲：越部信義）
  - パーマン2号はウキャキャのキャ（作曲：筒美京平）
- ウメ星デンカ（1969）
  - ウメ星デンカがこんにちは（作曲：鈴木邦彦）
  - ウメ星マーチ（作曲：鈴木邦彦）
  - ウメ星デンカの子守歌（作曲：鈴木邦彦）
  - ウメ星国家（作曲：鈴木邦彦）
- ジャングル黒べえ（1973）
  - ジャングル黒べえの歌（作曲：三沢郷）
  - ウラウラ・タムタムベッカンコ？（作曲：三沢郷）
- ドラえもん（1973）
  - ドラえもん（作曲：越部信義）
  - ドラえもん いん できしいらんど（作曲：越部信義）
- ドラえもん（1979）
  - ドラえもん音頭（作曲：菊池俊輔）
  - ドラえもん子守歌（作曲：菊池俊輔）
- 21エモン 宇宙へいらっしゃい！（1981）
  - 宇宙へいらっしゃい！（作曲：菊池俊輔）
- パーマン（1983）
  - きてよパーマン（作曲：古田喜昭）
  - パーマン音頭（作曲：古田喜昭）
- オバケのQ太郎（1985）
  - ぼくはオバQノンキなオバケ（作曲：菊池俊輔）

## ゲーム
藤子作品を題材に作られた主なコンピュータゲーム。
その他の作品はCategory:藤子不二雄のコンピュータゲームを参照。
| 藤本弘             | 合作                                     | 安孫子素雄                 |
| ------------------ | ---------------------------------------- | -------------------------- |
| - ドラえもん ※多数 | - オバケのQ太郎 ワンワンパニック（1985） | - 忍者ハットリくん（1986） |

| 藤子・F・不二雄                  | 原作漫画がもとは合作 だった作品のゲーム | 藤子不二雄Ⓐ                     |
| -------------------------------- | --------------------------------------- | ------------------------------- |
| - SFドタバタパーティー!!（2014） | - パーマン（1990）                      | - パラソルヘンべえ（1990,1991） |

## その他の情報

### コラボレーション
『忍者ハットリくん+パーマン』
安孫子作『忍者ハットリくん』と、藤本メイン作『パーマン』がコラボレーションしている。漫画作品は安孫子の単独執筆作。

### 入手困難作品
2023年現在入手困難な作品、または未単行本化作品。
入手困難
- 『忍者ハットリくん+パーマン』

単行本未収録回がある作品
- 『オヤジ坊太郎』
- 『添乗さん』
- 『オレ係長補佐』

他多数。

### Moマーク
藤子不二雄のサインや、作品の最後のコマ等に記されていることがある「Mo」に似たマークはアルファベットではなく「富士山」と「湖」で、「富士＋湖」→「フジコ」を表している。独立後、藤本は「M」の左下に「o」を描くようになった。独立後、安孫子はMoマークを使用しなくなった（主にⒶをマークとして使うようになった）。安孫子は「これは藤子不二雄のマークなので、ぼくひとりのものではないから」と2005年にコメントしている。

### 出演
藤子不二雄本人によるメディア出演。
テレビ
- 『忍者ハットリくん+忍者怪獣ジッポウ』 - 第18話「ジッポウの病気は特大でござる」[77][78]
- ウメ星デンカ（1969年9月2日） - 第23回Aパート「ゴンスケナラ子対決の巻」のゴンスケとナラ子が戦おうとする場面で、藤本と安孫子が顔写真アニメキャラとして登場。声も本人たちが演じた。
- 徹子の部屋(1979年12月24日、1982年3月16日)
- ケンちゃんチャコちゃん（1980年5月1日、11月6日） - 第9話「マンガと時代劇」、第36話「時代劇と西部劇」で本人役で出演。
- 春休みマンガ祭り（1981年3月11日、1984年3月14日） - 『水曜スペシャル』で放送。
- 輝け! オールスター春の番組対抗ボウリング大会（1982年3月24日） - 『水曜スペシャル』で放送。初めてアニメチームが出場するにあたり、藤本と安孫子がアニメチームに参加した。
- クイズ面白ゼミナール（1983年4月17日） - 藤子不二雄チームを名乗り回答者として出演[79]
- ドラえもん・ヨーロッパ鉄道の旅 - テレビ朝日、1983年10月18日。ヨーロッパ各地の鉄道を取材する藤子不二雄の2人が、実写に合成されたアニメのドラえもん・のび太と共演。アニメパートでは声の出演（冒頭でのび太からの電話に出る役）、実写パートでは本人たちが出演。ヨーロッパ各国（イギリス、オランダ、フランス、スイス）の鉄道に乗って旅行した。テレビ朝日開局25周年特別番組。
- この人藤子不二雄ショー　(1985年3月14日、NHK)ゲストは手塚治虫[80]

### 登場作品
藤子不二雄（または藤子不二雄をモデルとした人物）が登場する作品。
テレビドラマ
- まんが道 - NHK「銀河テレビ小説」1986年（昭和61年）・1987年（昭和62年）。満賀道雄（演：竹本孝之）は安孫子がモデル。才野茂（演：長江健次）は藤本がモデル。同作 青春編の最終回に我孫子が酔客役[注釈 98]で出演した。
- 手塚治虫物語 いとしき生命のために - 小松範任監督、日本テレビ「水曜グランドロマン」1990年（平成2年）2月7日。演∶大場健二（安孫子役）、藤崎卓也（藤本役）。

テレビアニメ
- ぼくらマンガ家 トキワ荘物語 - CX「日生ファミリースペシャル」1981年（昭和56年）。声優：田中秀幸（藤本役）、井上真樹夫（安孫子役）。

映画
- 忍者ハットリくん+パーマン 超能力ウォーズ - 笹川ひろし総監督、原田益次監督、1984年（昭和59年）。声優：不明。
- 忍者ハットリくん+パーマン 忍者怪獣ジッポウVSミラクル卵 - 笹川ひろし総監督、原田益次監督、1985年（昭和60年）。声優：不明。
- トキワ荘の青春 - 市川準監督、1996年（平成8年）。演：阿部サダヲ（藤本役）、 鈴木卓爾 （安孫子役）。

## 関連人物

### 漫画家
- 手塚治虫
- 寺田ヒロオ
- 永田竹丸
- 森安なおや
- 坂本三郎
- 鈴木伸一
- 石ノ森章太郎
- 赤塚不二夫
- つのだじろう
- 園山俊二
- しのだひでお

### 共同制作者など
藤子スタジオ（1988年以降は藤子プロも含む）にて作画に関わったスタッフまたは友人。

#### 作画に関与した友人
しのだひでお
手塚治虫の元アシスタント。社員ではなかったにもかかわらず机が用意され、数多くの作品に関与。
『ドラQパーマン』（藤本がコマ割りまで行い、しのだが作画を担当した合作）、『ベラボー』（藤本メイン作のサブキャラをしのだが作画担当した合作連載）、『ぼくんちのタコくん』（安孫子との合作連載）、『怪物くん』第1話の多大な作画協力、『黒イせぇるすまん』（後の『笑ゥせぇるすまん』の最初の読切版）の作画協力など。
永田竹丸
田河水泡に師事。藤子の信頼できる友人として1967年12月〜1973年2月にチーフアシスタントを務め、『ドラえもん』等の作画（人物の身体のペン入れなど）に携わる。

#### アシスタント（作画スタッフ）
※在籍順。

##### 1960年代〜
- 西村英夫 - チーフ。
- 猪目和代 - のちの安孫子夫人。
- ヨシダ忠 - チーフ。
- 志村みどり（荒俣静枝） - ロボ子の作画等。荒俣宏の妹。

##### 1970年代前半〜
- 方倉陽二[81] - チーフ。
- 羽中ルイ（早川正美）
- えびはら武司[82]
- 高峰至（青木則幸）

##### 1970年代後半〜
- さとうかずひろ（佐藤和裕） - チーフ。
- 田中道明 - チーフ。
- さいとうはるお - チーフ。
- たかや健二（石毛憲一） - チーフ。
- 佐藤光重 - チーフ。
- いそほゆうすけ（山川輝幸） - チーフ。
- 藤原茂樹 - ゲームクリエイター。

##### 1980年代前半〜
- 阿部淳二
- 藤田徹 - チーフ。
- 三谷幸広
- 西田真基 - チーフ。

##### 1988年以降（独立後, 藤子プロ）
- むぎわらしんたろう（萩原伸一）- 1988年入社。1993年Fチーフ。2000年退社。
- 岡田康則 - 1998年に入社。2003年退社。

##### 不明
ドラえもんの関連書籍の執筆者。
- 竹村よしひこ
- 村田博司

### 声優
- 肝付兼太 - 藤子原作のアニメ作品の常連として多数出演していた。

### カテゴリ
- Category:藤子不二雄
  - Category:藤子・F・不二雄
  - Category:藤子不二雄A
- Category:藤子不二雄の映像作品

### 組織
- トキワ荘（カテゴリ）
- 新漫画党
- スタジオゼロ
- シンエイ動画
- 藤子不二雄FCネオ・ユートピア

### 掲載誌
- 小学館の学習雑誌
- 月刊コロコロコミック
- てれびくん
- 週刊少年サンデー
- こどもの光
- ビッグコミック

### レーベル
- てんとう虫コミックス
- 藤子不二雄ランド

### 施設等
- トキワ荘マンガミュージアム
- 高志の国文学館

### 漫画賞
- 藤子不二雄賞

## 関連図書

### 藤子不二雄研究を取り扱った書籍
- 浜田祐介（著）『藤子・F・不二雄論』ISBN 4835518748
- 米澤嘉博（著）『藤子不二雄論―FとAの方程式』河出書房新社、ISBN 4309265499（2002年4月）。のちに河出文庫版も。
- 藤子不二雄(A)（監修）：完全保存版「まんが道 大解剖」、三栄書房（サンエイムック）、ISBN 978-4-7796-3054-5（2017年4月13日）。

### 伝記漫画
- まんが道
- 藤子不二雄物語 ハムサラダくん

### 元アシスタントの書籍
- 藤子スタジオアシスタント日記 まいっちんぐマンガ道